# 三坪遗址
三坪遗址，位于中国甘肃省积石山保安族东乡族撒拉族自治县，为一个省级文物保护单位，类型为古遗址。
三坪遗址的历史年代为新石器时代至青铜时代。